# Durispora
Durispora — рід грибів. Назва вперше опублікована 1994 року.

## Класифікація
До роду Durispora відносять 2 види:
- Durispora elaeidicola
- Durispora musae